# Thismia

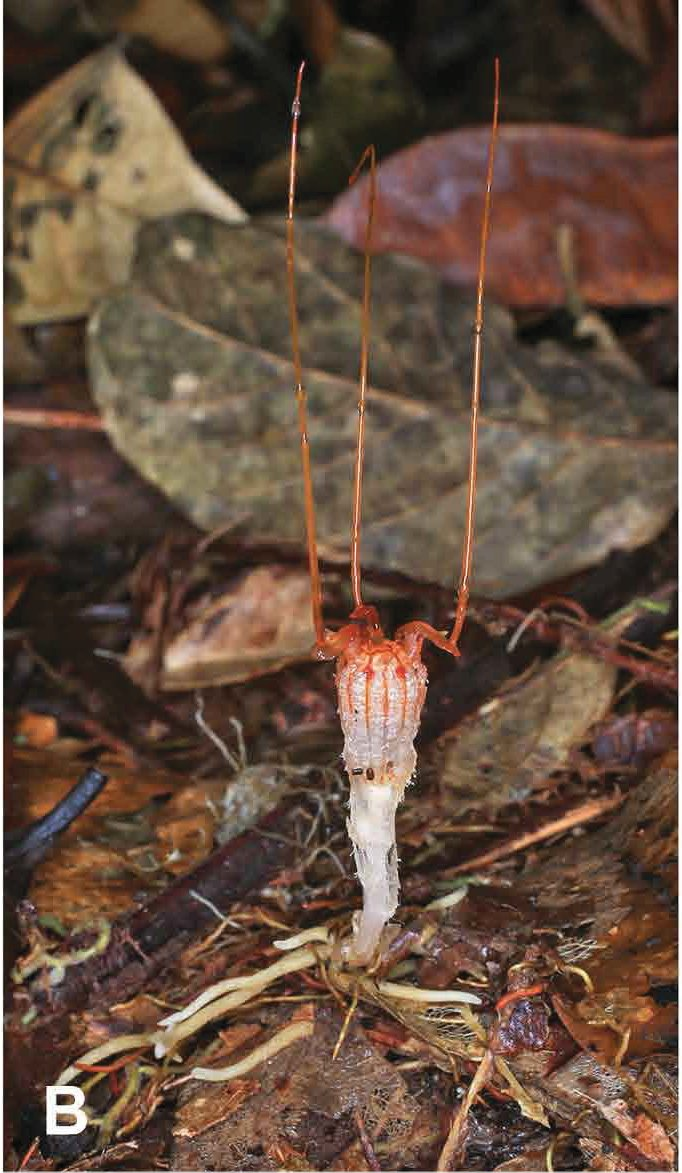
Thismia neptunis

Thismia Griff. – rodzaj jednorocznych, myko-heterotroficznych, ziemnopączkowych roślin bezzieleniowych z rodziny Thismiaceae, obejmujący 44 gatunki występujące w południowo-wschodnich Chinach, Japonii, Tajwanie, na Sri Lance, w Azji Południowo-Wschodniej, Papui-Nowej Gwinei, Australii, Nowej Zelandii oraz północnej i środkowej Ameryce Południowej.
Nazwa naukowa rodzaju jest anagramem nazwiska Thomasa Smitha, angielskiego mikrobiologa żyjącego w XIX wieku.

## Morfologia
KorzenieW zależności od gatunku rośliny tworzą korzenie bądź drobne, tworzące bulwy, bądź robaczkowate, płożące, rozgałęzione i cylindryczne, bądź kępkowe, krótkie i koralowate.
LiścieZredukowane, łuskowate.
KwiatyKwiaty obupłciowe, 6-pręcikowe, pojedyncze lub rzadziej 2–6 zebranych w dwurzędkę, różnokolorowe. Okwiat pojedynczy. Listki okwiatu położone w 2 okółkach, różnej długości niekiedy na różnym poziomie. Rzadko listki wewnętrznego okółka zrośnięte. Pręciki zakrzywione, o wierzchołkach wpuszczonych w gardziel kwiatu. Zalążnia jednokomorowa z 3 łożyskami.
OwoceMięsiste, kubeczkowate torebki, otwierające się wierzchołkowo. Nasiona brązowe.

## Systematyka
Pozycja rodzaju według APW (aktualizowany system APG IV z 2016)Rodzaj należy do rodziny Thismiaceae, w rzędzie pochrzynowców (Dioscoreales) w obrębie kladu jednoliściennych (monocots).
Gatunki
| - Thismia abei (Akasawa) Hatus. - Thismia alba Holttum ex Jonker - †Thismia americana N.Pfeiff. - Thismia angustimitra Chantanaorr. - Thismia annamensis K.Larsen & Aver. - Thismia arachnites Ridl. - Thismia aseroe Becc. - Thismia bifida M.Hotta - Thismia brunonis Griff. - Thismia caudata Maas & H.Maas - Thismia chrysops Ridl. - Thismia clandestina (Blume) Miq. - Thismia clavarioides K.R.Thiele - Thismia crocea (Becc.) J.J.Sm. - Thismia episcopalis (Becc.) F.Muell. - Thismia espirito-santensis Brade - Thismia fumida Ridl. - Thismia fungiformis (Taub. ex Warm.) Maas & H.Maas - Thismia gardneriana Hook.f. ex Thwaites - Thismia glaziovii Poulsen - Thismia goodii Kiew - Thismia grandiflora Ridl. | - Thismia hyalina (Miers) Benth. & Hook.f. ex F.Muell. - Thismia iguassuensis (Miers) Warm. - Thismia janeirensis Warm. - Thismia javanica J.J.Sm. - Thismia labiata J.J.Sm. - Thismia lauriana Jarvie - Thismia luetzelburgii Goebel & Suess. - Thismia macahensis (Miers) F.Muell. - Thismia melanomitra Maas & H.Maas - Thismia mirabilis K.Larsen - Thismia mullerensis Tsukaya & H.Okada - Thismia neptunis Becc. - Thismia ophiuris Becc. - Thismia panamensis (Standl.) Jonker - Thismia racemosa Ridl. - Thismia rodwayi F.Muell. - Thismia saulensis H.Maas & Maas - Thismia singeri (de la Sota) Maas & H.Maas - Thismia taiwanensis Sheng Z.Yang - Thismia tentaculata K.Larsen & Aver. - Thismia tuberculata Hatus. - Thismia yorkensis Cribb |

## Zagrożenie i ochrona
Gatunek Thismia melanomitra jest ujęty w Czerwonej księdze gatunków zagrożonych ze statusem VU (narażony). Znany jest z pojedynczej lokalizacji w pobliżu jeziora Taracoa w okolicach Río Napo i Parque Nacional Yasuní w ekwadorskiej prowincji Orellana. Został uznany za zagrożony wyginięciem z uwagi na niszczenie siedlisk.
Drobne rośliny z tego rodzaju są łatwe do przeoczenia, niektóre gatunki rejestrowane są sporadycznie. Thismia americana uznawana jest za gatunek wymarły – nie była obserwowana od 1916 roku. W 2017 na Borneo odnaleziono ponownie Thismia neptunis ostatni raz obserwowaną 151 lat wcześniej.